# الاحمدیه (ریف دمشق)
الاحمدیه (به عربی: الأحمدية) یک روستا در سوریه است که در استان ریف دمشق واقع شده‌است.
 الاحمدیه  ۲٬۳۵۲ نفر جمعیت دارد.